# Scandalous!
A "Scandalous!" Prince Batman (1989) albumának nyolcadik dala és a negyedik kislemezként jelent meg a lemezről, öt hónappal annak megjelenése után. Egy maxi kislemez is megjelent utána, amelynek a The Scandalous Sex Suite volt a címe, amely a "Scandalous" dal 19 perces verzióját tartalmazta, három részre tagolva (The Crime, The Passion, The Rapture). Kim Basinger, akivel Prince ebben az időszakban kapcsolatban élt és Vicki Vale szerepét játszotta a filmben, szintén megjelent a középlemezen.
A "Scandalous!" ötödik helyet ért el a US R&B kislemezlistán és Prince utolsó kislemeze volt az 1980-as években.
Tulajdonjogi problémák miatt a dal Prince egyik válogatásalbumán se szerepelhetett.

## Számlista
7-inch kislemez (Scandalous!)
1. "Scandalous!" (edit) – 4:12
2. "When 2 R in Love" – 3:58

12-inch/CD kislemez (The Scandalous Sex Suite)
1. "The Crime" – 6:25
2. "The Passion" – 6:20
3. "The Rapture" – 6:30
4. "Sex (The 80's Are Over and the Time Has Come 4 Monogamy and Trust)" – 6:56
5. "When 2 R in Love" – 3:58
6. "Partyman" (The Purple Party Mix) – 6:02 (Japan EP bonus track)
7. "Partyman" (Partyman Music Mix Remix) – 4:31 (Japan EP bonus track)
8. "Partyman" (The Video Mix) – 6:20 (Japan EP bonus track)
9. "Feel U Up" (Short Stroke) – 3:42 (Japan EP bonus track)

## Slágerlisták
| Slágerlista (1989–90)                | Legmagasabb pozíció |
| ------------------------------------ | ------------------- |
| Ausztrália (ARIA)                    | 95                  |
| Ausztria (Ö3 Austria Top 40)         | 17                  |
| Belgium (Ultratop 50 Flanders)       | 45                  |
| Hollandia (Single Top 100)           | 21                  |
| US Hot R&B/Hip-Hop Songs (Billboard) | 5                   |